# ميلسامي أورهي
نادي ميلسامي أورهي لكرة القدم (رومانية: FC Milsami Orhei) هو نادي كرة قدم مولدوفي مقره في أورهي، مولدوفا. يلعب في الدوري المولدوفي الوطني، الدرجة العليا في كرة القدم المولدوفية. كان النادي يعرف سابقاً باسم نادي فيتورول أورهي. فاز بأول لقب دوري له في عام 2015 لصيبح أول نادي يحصل على اللقب بعيداً عن مدينتي كيشيناو و‌تيراسبول.

## روابط خارجية
- الموقع الرسمي (بالروسية) (بالرومانية) (بالإنجليزية)